# Marie Bonnevial
Marie Bonnevial (Rive de Gier, departamento de Loira, región de Rodano-Alpes, Francia, 28 de junio de 1841-París, 4 de diciembre de 1918) fue una institutriz, sindicalista y feminista francesa. Participó en diversas organizaciones radicales. Fue una de las pioneras activas en la francmasonería mixta y Gran Maestra de la Orden Masónica Mixta Internacional "El Derecho Humano" de 1914 hasta su muerte en 1918. También participó en el partido socialista y a la Liga de los Derechos del Hombre. En el congreso feminista de 1896 y en la fundación del periódico feminista La Fronde en 1897 incorporó los derechos de las mujeres a sus intereses. Presidió la Liga Francesa por el Derecho de las Mujeres. Fue cofundadora en 1901 del Consejo Nacional de Mujeres Francesas. Se implicó especialmente en la lucha por los derechos económicos y el derecho a la educación de las mujeres. Fue la primera mujer nombrada en el Consejo Superior del Trabajo (Conseil supérieur du travail) en 1903.

## Biografía
Nació en Rive de Gier, departamento de Loira en la región de Rodano-Alpes en Francia. Se crio en un pequeño pueblo cerca de Lyon, en casa de su tío herrero y de su tía que trabajaba como lavandera. A pesar de la falta de recursos, logró estudiar y convertirse en institutriz laica en Lyon durante la época del Segundo Imperio. Rebelde e inconformista con las injusticias sociales, durante la guerra de 1870 fue enfermera voluntaria y en 1871 se unió al movimiento de la Comuna de París en Lyon con el objetivo de conformar el sindicato de las profesoras.
Conectada con radicales, el gobierno conservador de la década de 1870 le prohíbe enseñar tanto en escuelas públicas como de manera privada como tutora. Decide entonces autoexiliarse en Constantinopla, donde se encuentra con su hermano. Allí sobrevive como profesora de francés enseñando el idioma a los hijos de las familias burguesas turcas. En 1877 regresa a Francia y en París crea una escuela profesional.
Milita en la Liga Francesa por el Derecho de las Mujeres, donde conoce a Maria Deraismes y a Clemence Royer. Presidió la organización y en 1910 participó en la primera reunión sufragista de Francia con Maria Vérone, Hubertine Auclert y Nelly Roussel.
El 3 de noviembre de 1894 es iniciada en la Logia n 1 orden que en 1901 pasó a ser llamada Orden Masónica Mixta Internacional "El Derecho Humano". En Lyon crea la Logia n 2, actualmente denominada "Evolutión et Concorde", y años después, en 1904, crea la logia n4, que ahora lleva su nombre.
Su destacado activismo la lleva a conectar con numerosos masones, entre ellos Gabriel Persigoud de Bordeaux, con quien impulsa el proyecto de construir un sindicato de maestras.[cita requerida]
En 1913 fue nombrada presidenta de la Comisión permanente del Supremo Consejo, y a la muerte de Marie Georges Martin le sucedió en el puesto de Gran Maestra de la Orden Masónica Mixta Internacional "El Derecho Humano". En 1918 es atropellada por una ambulancia militar y muere en el hospital.